# Душечкін Олександр Іванович
Олекса́ндр Іва́нович Душечкін (*1 (13) липня 1874, Опеченський Рядок — †8 квітня 1956, Київ) — український вчений-агрохімік і фізіолог рослин. Академік АН УРСР (1945). Заслужений діяч науки УРСР (1949).

## Біографія
Народився 13 липня 1874 в с. Опеченський Рядок нині Новгородської області РФ.
У 1897 закінчив Петербурзький університет. У 1897-99 удосконалював свої знання з хімії в Цюрихському політехнічному інституті (Швейцарія).
Працював у Києві в Лабораторії мережі дослідних полів Всеросійського товариства цукрозаводчиків (1903—1912), Сільськогосподарській хімічній лабораторії Південноруського товариства (1912—1919).
Завідував відділом Київської обласної сільськогосподарської дослідної станції (1915—1930).
У 1920—1921 — завідувач науково-дослідних установ Київського обласного відділу земельних справ.
1921—1923 — директор Інституту агрохімії Українського сільськогосподарського наукового комітету.
1923—1925 — уповноважений Наркомзему УСРР з сільськогосподарської дослідної справи. Був директором Київської обласної
контрольно-насіннєвої станції (1925—1928) та Центральної агрохімічної лабораторії Наркомзему УСРР (1928—1930). Водночас О. І. Душечкін очолює кафедру агрохімії і ґрунтознавства Уманського сільськогосподарського інституту.

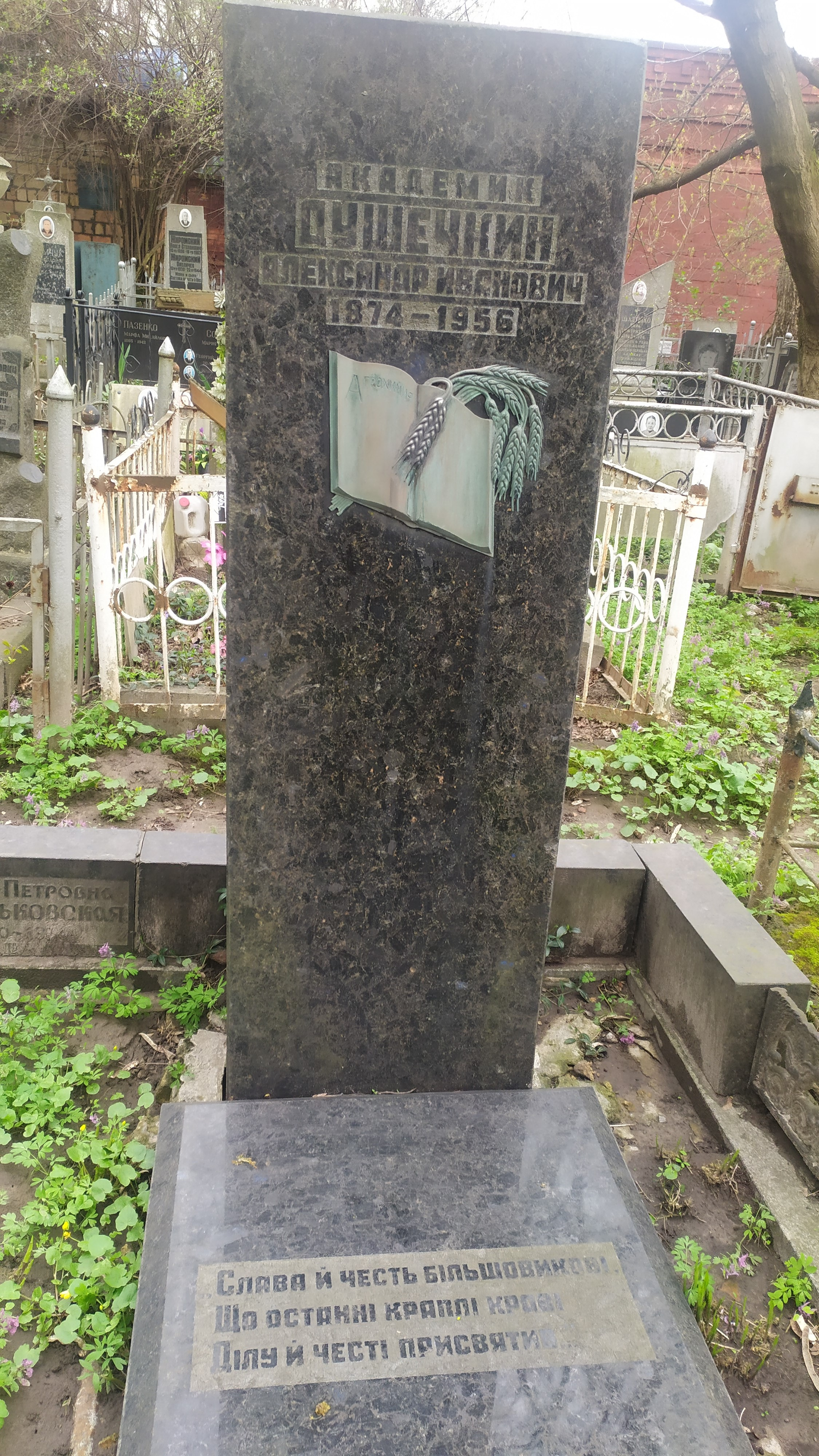
Могила Олександра Душечкіна, Байкове кладовище

Під його керівництвом розгортаються наукові дослідження ґрунтів на Уманщині, розробляються способи їх поліпшення і збереження родючості. В той же час (1930—1931) був двічі заарештований, але звільнений за відсутністю складу злочину.
З 1944 завідував кафедрою агрохімії Київського сільськогосподарського інституту.
У 1931—1938 працював в Українському науково-дослідному інституті соцземлеробства завідувачем відділу та заступником директора (1944—1946).
У 1941—1944 — завідувач кафедри, професор Казахського сільськогосподарського інституту в Алма-Аті.
З 1944 працював у системі АН УРСР: 1944—1946 — старший науковий співробітник, завідувач відділу Інституту ботаніки; 1946—1953 — директор Інституту фізіології рослин та агрохімії, з 1953 — завідувач лабораторії цього Інституту.
Помер 8 квітня 1956 року у Києві. Похований на старій частині Байкового кладовища.